# Weingut Dr. Bürklin-Wolf
Das Weingut Dr. Bürklin-Wolf ist einer der größten Winzerbetriebe und der größte selbstvermarktende Winzerbetrieb in Wachenheim an der Weinstraße im Weinbaugebiet Pfalz. Das Weingut ist Mitglied im Verband Deutscher Prädikatsweingüter (VDP).

## Geschichte
Das Weingut kann bis in das Jahr 1597 zurückverfolgt werden. Gründer des Weingutes ist Bernhard Bürklin. Herausragende Bedeutung hat das Weingut ab etwa 1875, als Albert Bürklin die Wachenheimerin Luise Wolf (Weingut Villa Wolf) heiratete und das Weingut seinen heutigen Namen erhielt. In diese Zeit datieren auch Stiftungen und Wohltaten zu Gunsten der Stadt Wachenheim, wie z. B. die Schenkung des Bürgerspitals. Albert Bürklin war Reichstagsabgeordneter (1877), Vizepräsident des Reichstages (1893) und auch Generalintendant des Hoftheaters in Karlsruhe. Noch heute wirkt das kulturelle Schaffen nach, in Form von kulturellen Veranstaltungen im Hause Bürklin, wie die Sommeroper im englischen Garten des Anwesens.
Der namensgleiche Großneffe, Albert Bürklin führte in weiten Teilen des 20. Jahrhunderts den Betrieb fort und engagierte sich maßgeblich im Pfälzer Bauern- und Winzerverband. 1967 erfolgte die Würdigung in Form des großen Bundesverdienstkreuzes der Bundesrepublik Deutschland.
Seit 1990 wird das Weingut von Bettina Bürklin-von Guradze weitergeführt. Geschäftsführer ist seit 2008 Steffen Brahner.
Das Weingut produziert auf 87 Hektar überwiegend Weißweine, überwiegend Riesling. Bürklin-Wolf setzt sehr stark auf Terroir und führt eine eigene Lagenklassifizierung, rund 28 Hektar sind klassifiziert, durch. Das Weingut setzt verstärkt auf die Natur und setzt in einer Lage Pferde zur schonenden Bodenbearbeitung ein. Das Weingut verzichtet weitgehend auf synthetische Spritzmittel oder mineralischen Dünger. Es wird mit Mist oder Kompost gedüngt. Gegen Schädlingsbefall werden verstärkt Pheromonfallen eingesetzt. 2005 ist die gesamte Anbaufläche auf biodynamischen Weinbau umgestellt worden. Als erstem ausländischem Weingut gelang Bürklin-Wolf die Aufnahme in die französische Vereinigung biodynamischer Winzer Biodyvin.

## Lagen und Rebsortenspiegel
Das Weingut produziert vornehmlich Riesling und ist vor allem auch dafür bekannt. In geringerem Ausmaß werden u. a. weiße und rote Burgunderweine produziert.
Das Weingut verfügt über eine Reihe von Spitzenlagen vor allem westlich der Weinstraße im Bereich von:
- Wachenheim an der Weinstraße
- Forst an der Weinstraße
- Deidesheim
- Ruppertsberg

mit den Lagen: Altenburg, Gerümpel, Goldbächel, Kirchenstück, Jesuitengarten, Ungeheuer, Pechstein, Hohenmorgen, Gaisböhl, Kalkofen.
In diesem Bereich profitieren die Reben von Basalteinlagerungen im Boden, die die Sonnenwärme gut speichern und so einen Wachstumsvorteil bieten. Die Basalteinlagerungen stammen vom Forster Pechsteinkopf.